# Dorsale del Triangolo Lariano

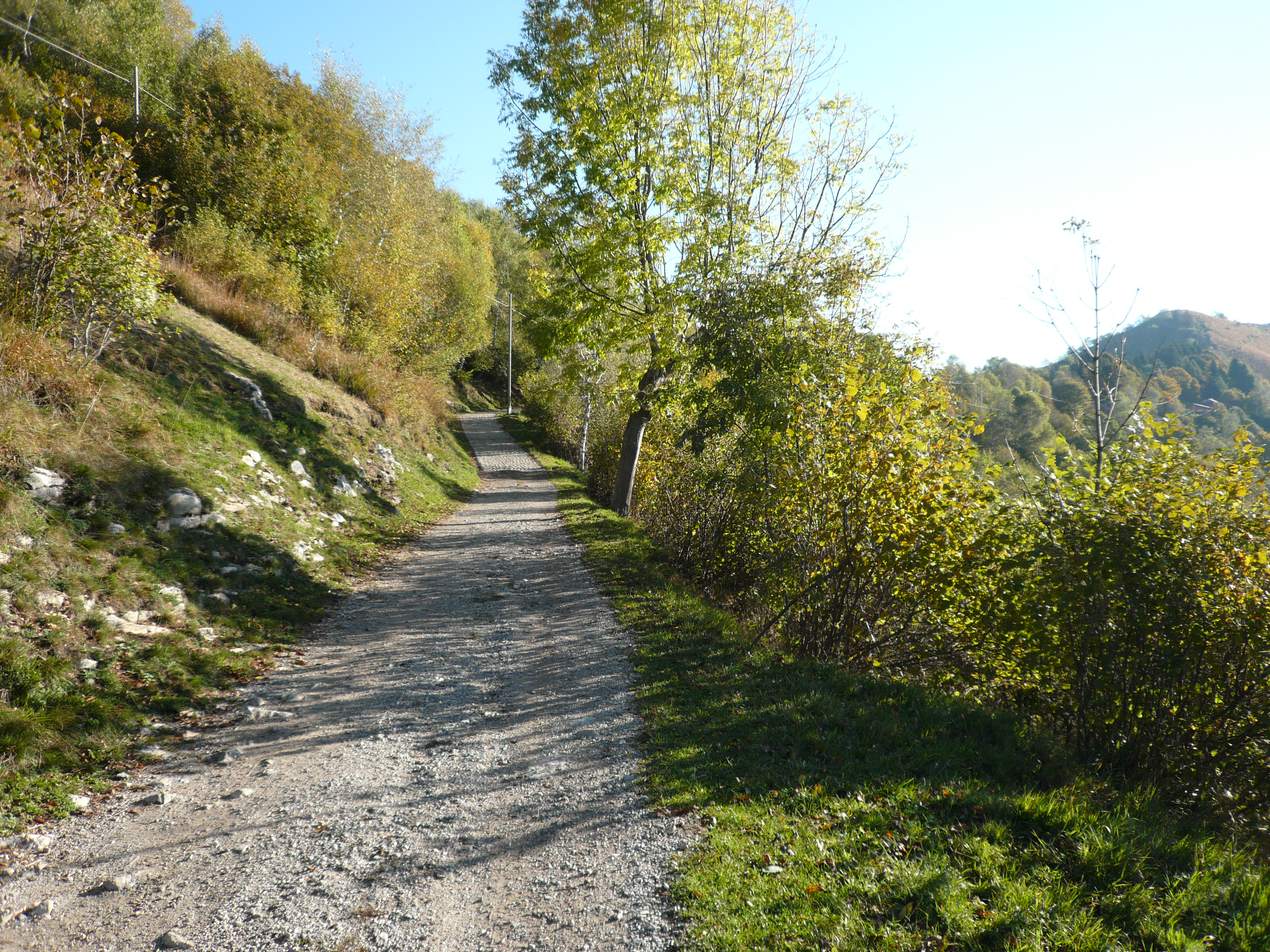
Aufstieg Richtung Monte Boletto

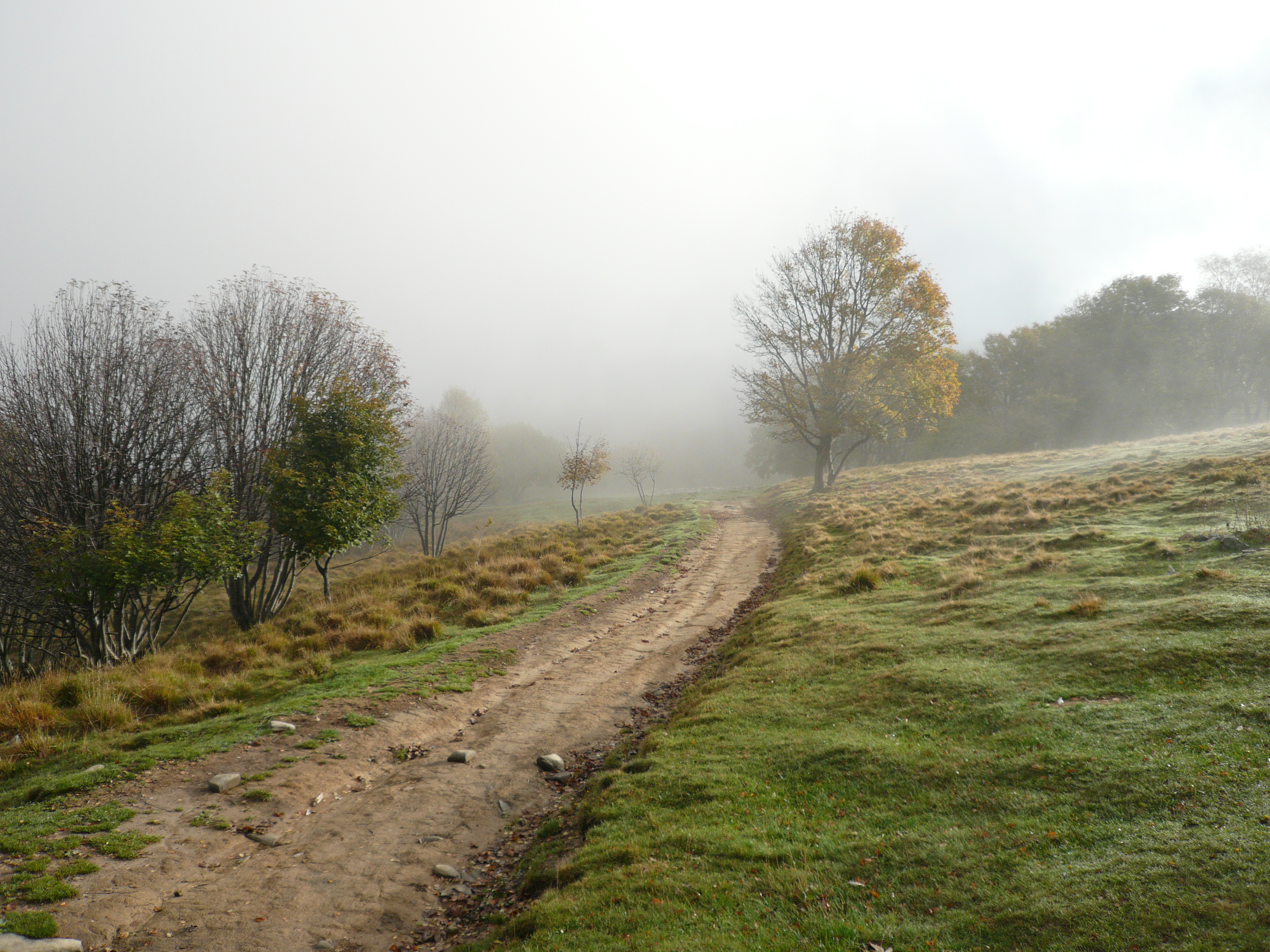
Auf dem Wanderweg nördlich des Monte Palanzone

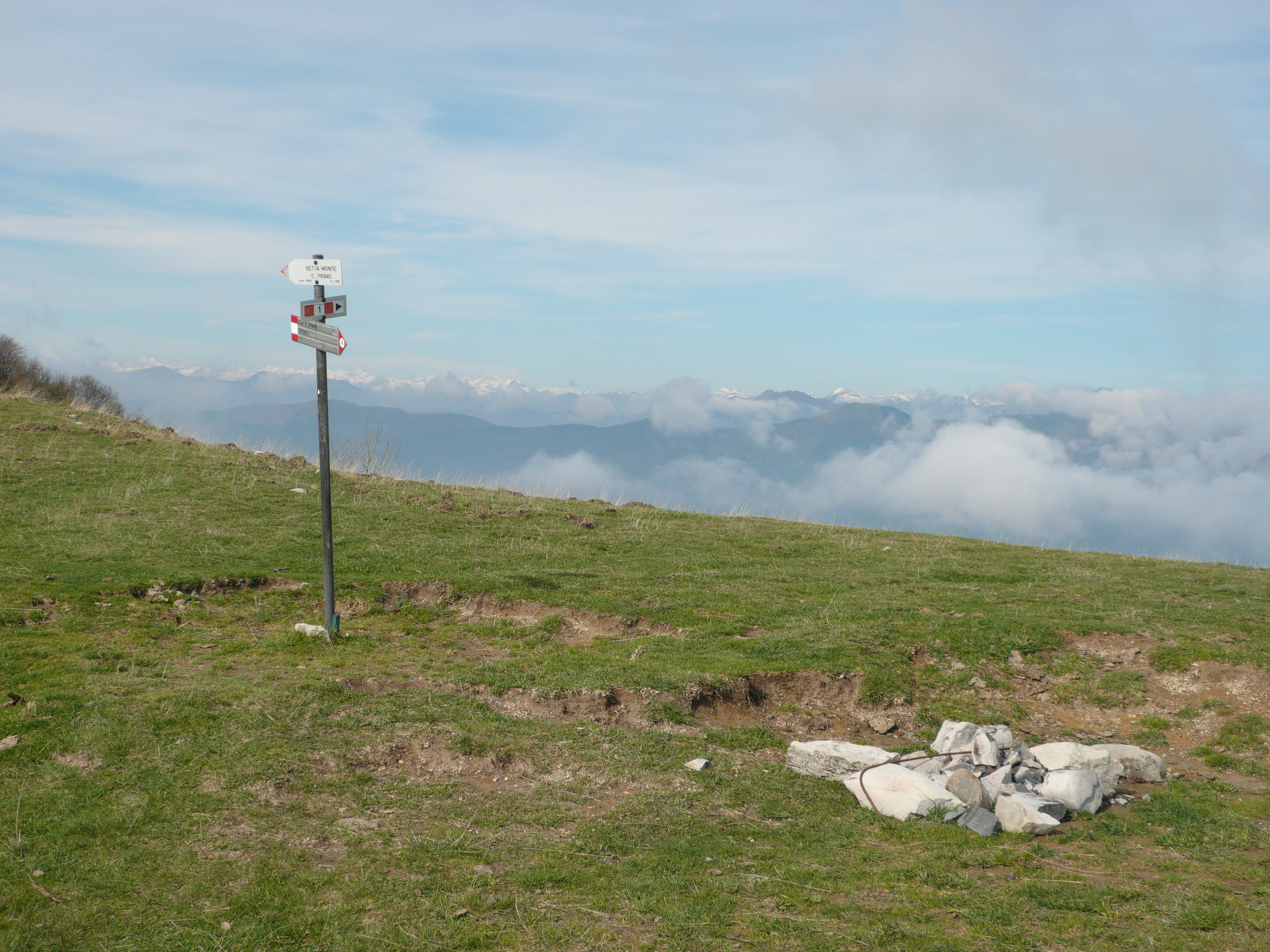
Die Passhöhe am Monte Ponciv

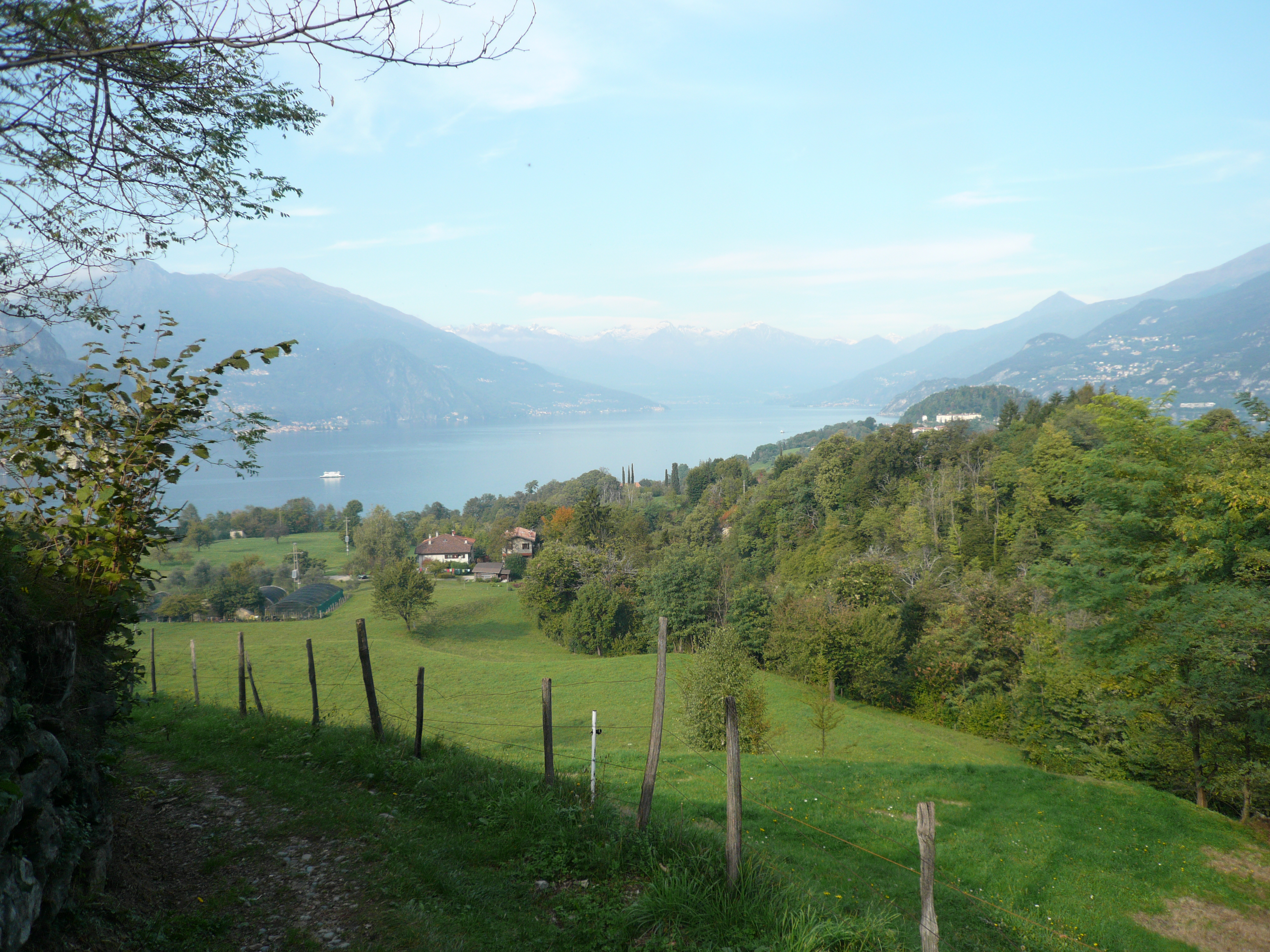
Kurz vor dem Ziel bei Bellagio

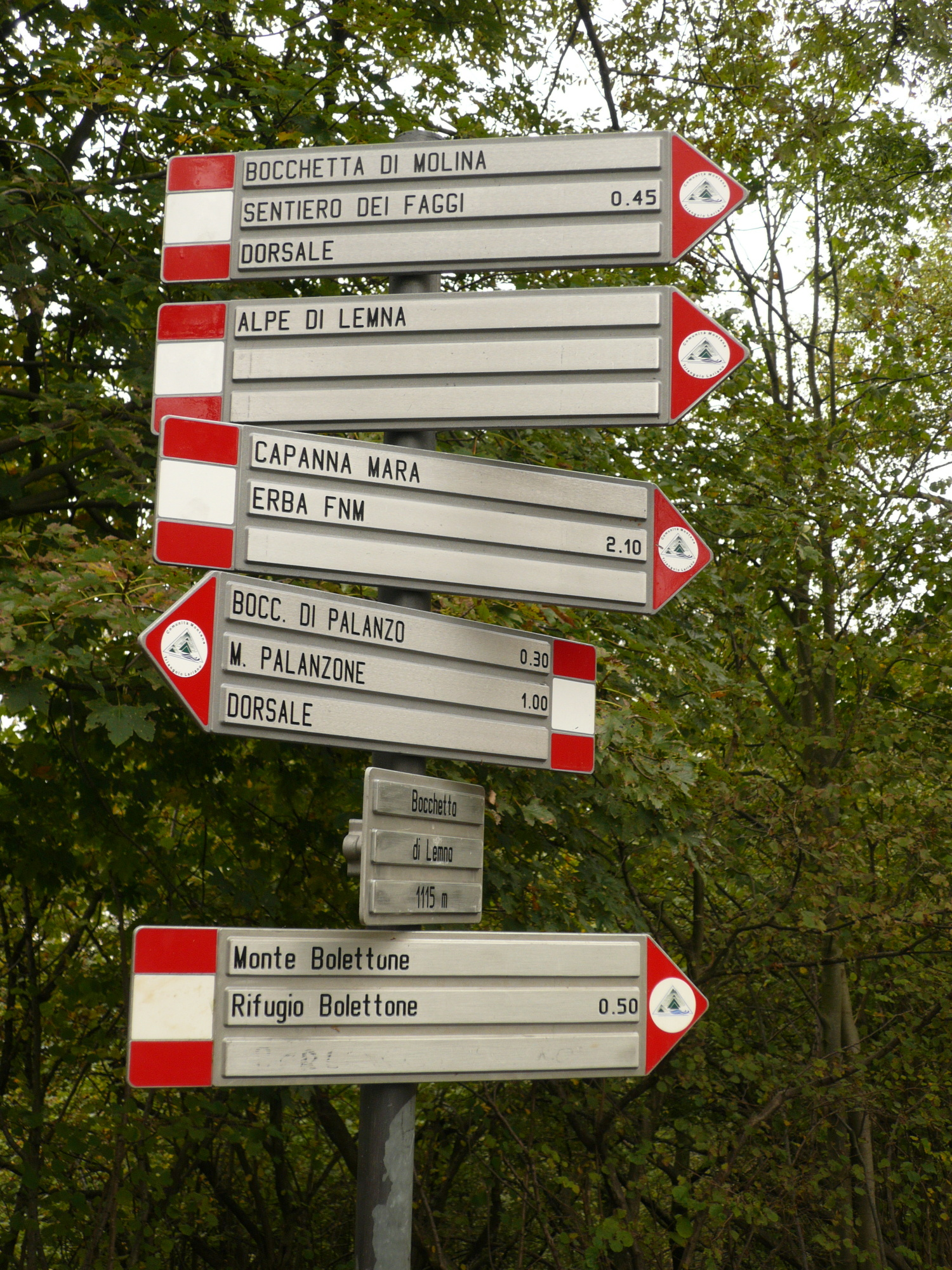
Wegweiser

Der Dorsale del Triangolo Lariano, deutsch etwa „Comer-See-Höhenwanderweg“, ist ein Wanderweg auf dem Höhenrücken zwischen dem Comer See und dem Lago di Lecco. An zahlreichen Stellen hat man Ausblicke auf die Seen oder auf die umgebenden Alpengipfel. Die Gehzeit beträgt etwa zwischen 8.5 und 10 Stunden. Im Prinzip folgt der Weg dem Bergrücken, allerdings werden die Gipfel jeweils umgangen, um Höhenmeter einzusparen. Es bestehen jeweils Alternativstrecken über die Gipfel, wodurch sich jedoch die Gehzeit verlängert.
Die wichtigsten Stationen sind:
- Brunate, hier Station der Bergbahn von Como
- Bei der Kirche San Maurizio oberhalb von Brunate (874 m) ist der offizielle Beginn
- Monte Boletto
- Monte Bolettone
- Pizzo dell’Asino
- Monte Palanzone
- Passhöhe am Monte Ponciv, mit ca. 1420 m der höchste Punkt der Strecke
- Die Kirche Sant’ Andrea südlich von Bellagio bildet das offizielle Ende des Weges (210 m)
- Das Zentrum von Bellagio erreicht man nach einer weiteren halben Stunde

Der Weg ist auf Wegweisern oder Markierungen als „Dorsale“ oder als Nummer „1“ gekennzeichnet.
Am Weg befinden sich eine Reihe von Hütten, auf denen man essen und teils auch übernachten kann. Wenn man die Tour auf zwei Tage aufteilt und annähernd auf halber Strecke übernachten will, bieten sich vor allem das Rifugio Riella (auf der Höhe des Monte Palanzone) und das Rifugio Alpetto di Torno (knapp 1 km abseits vom Weg, kurz vor der Passhöhe am Monte Ponciv) an.
Im Jahr 2013 wurde die Streckenführung zwischen dem Monte Ponciv und Bellagio verändert, so dass der Weg jetzt sehr weitgehend durch Wald und nur noch wenig entlang von Straßen verläuft.